# Diwan-i-Am (Rode Fort)

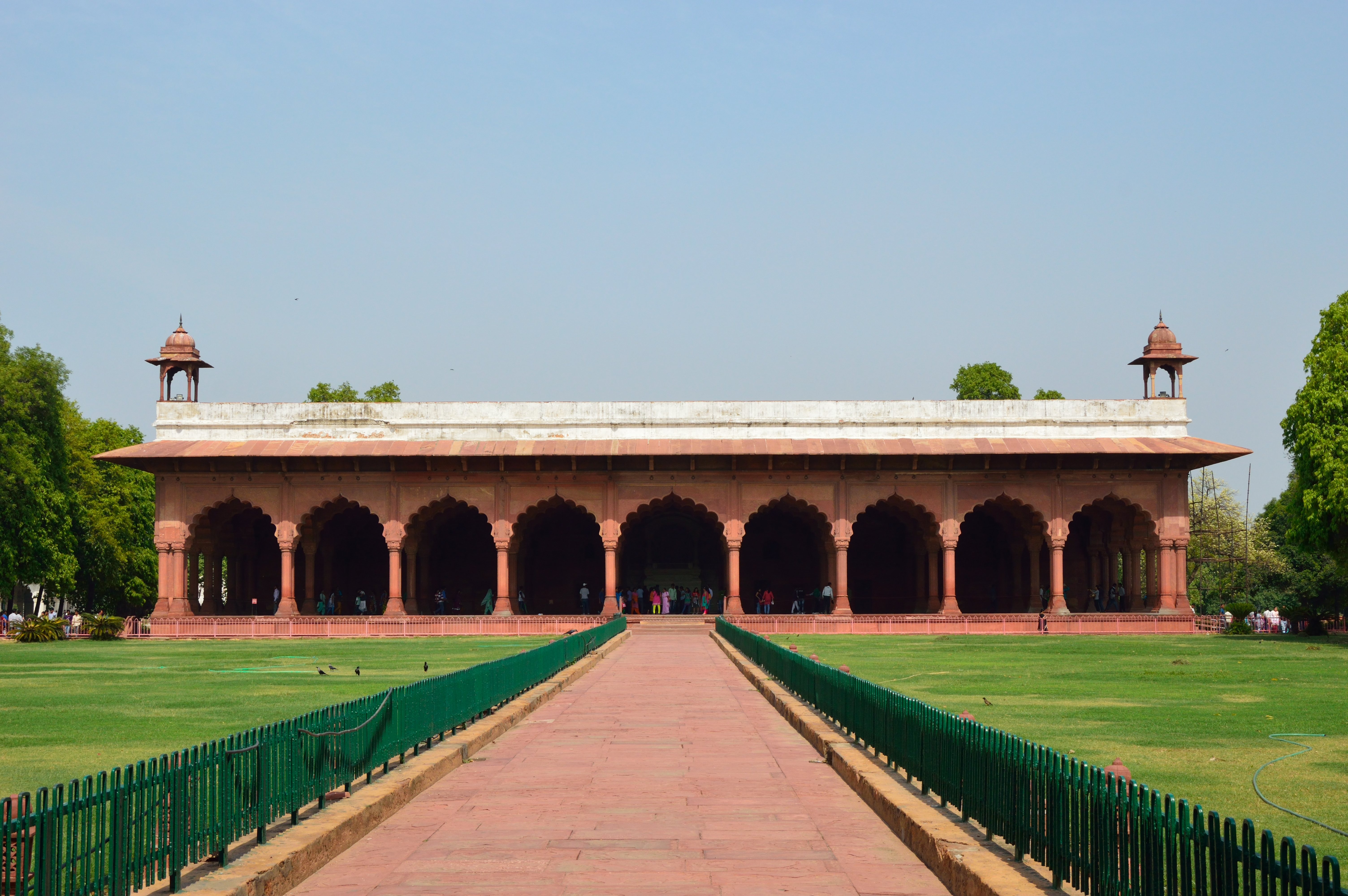
Diwan-i-Am in het Rode Fort.

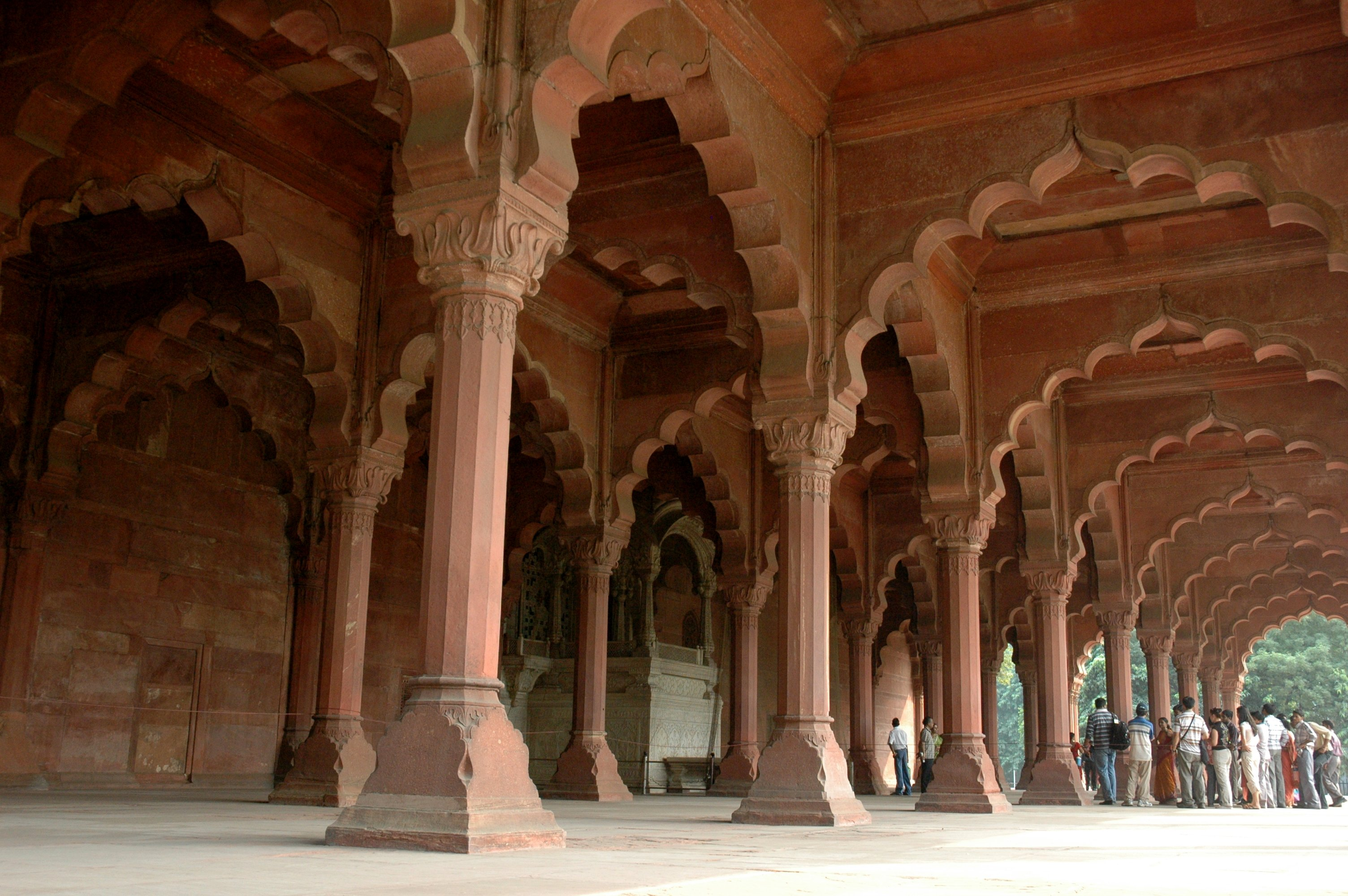
Interieur van de Diwan-i-Am.

De Diwan-i-Am, of audiëntiezaal, is een zaal in het Rode Fort van Delhi waar de Mughal-keizer Sjah Jahan (1592-1665) en zijn opvolgers het grote publiek ontvingen en hun klachten aanhoorden. Het binnenhof van het Rode Fort is omgeven door arcadegalerijen en bevat meerdere gebouwen. Recht tegenover de toegangspoort is de Diwan-i-Am.
De Diwan-i-Am heeft een voorportaal en is aan drie zijden open. Aan de vierde zijde bevindt zich een aantal kamers gemaakt van rode zandsteen. De hal zelf bestaat uit 27 vierkante traveeën. Het dak wordt overspannen door zandstenen balken. In het midden van de oostelijke muur staat een marmeren baldakijn (jharokha) bedekt met een "Bengaals" dak. Een marmeren podium onder de troon, ingelegd met halfedelstenen, werd door de minister-president (wazir) gebruikt om petities in ontvangst te nemen. De keizer werd van de hovelingen gescheiden door een vergulde reling. Rond de overige drie zijden van de zaal was een zilveren reling. De publieksceremonie stond bekend als de Jharokha Darshan.
Achter het baldakijn is de muur versierd met panelen ingelegd met veelkleurige pietra durastenen. Het verbeeldt bloemen en vogels die naar verluidt zijn gebeeldhouwd door Austin de Bordeaux, een Florentijnse juwelier. De hal werd in de Britse tijd gerestaureerd door Lord Curzon. Het inlegwerk van de troonuitsparing en de plaquettes van de boog aan de westkant van de troon werden hersteld door de Florentijnse kunstenaar Menegatti. Francois Bernier, een Franse medicus die 8 jaar aan het hof van het Mogolrijk verbleef, geeft in zijn 'Voyage dans les États du Grand Mogol' uit 1671 een volledige beschrijving van de hal tijdens het bewind van keizer Aurangzeb, evenals de 17e-eeuwse koopman Jean-Baptiste Tavernier.

## Galerij

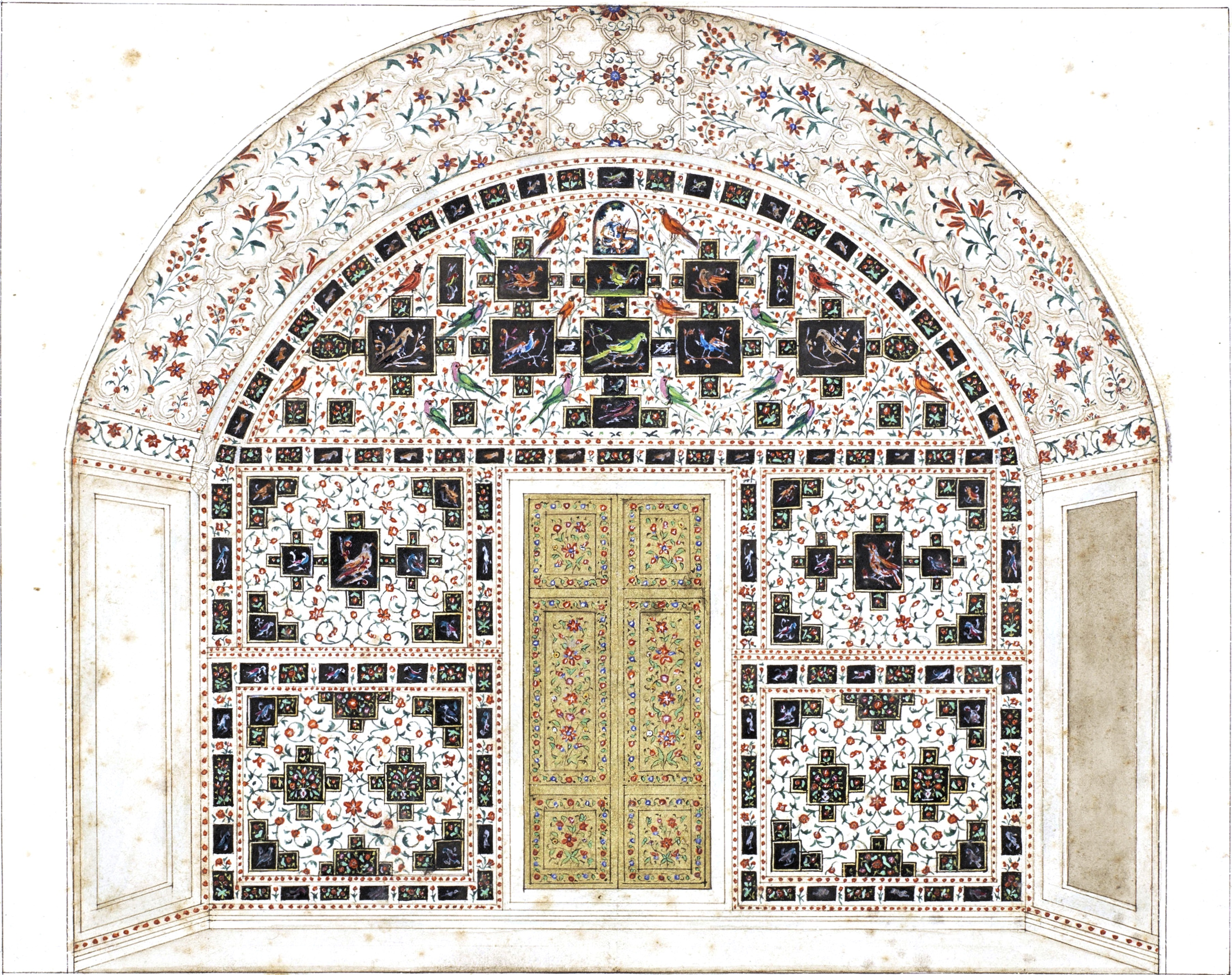
De muur van het balkon met inlegwerk (schilderij van Ghulam Ali Khan, vóór 1854)
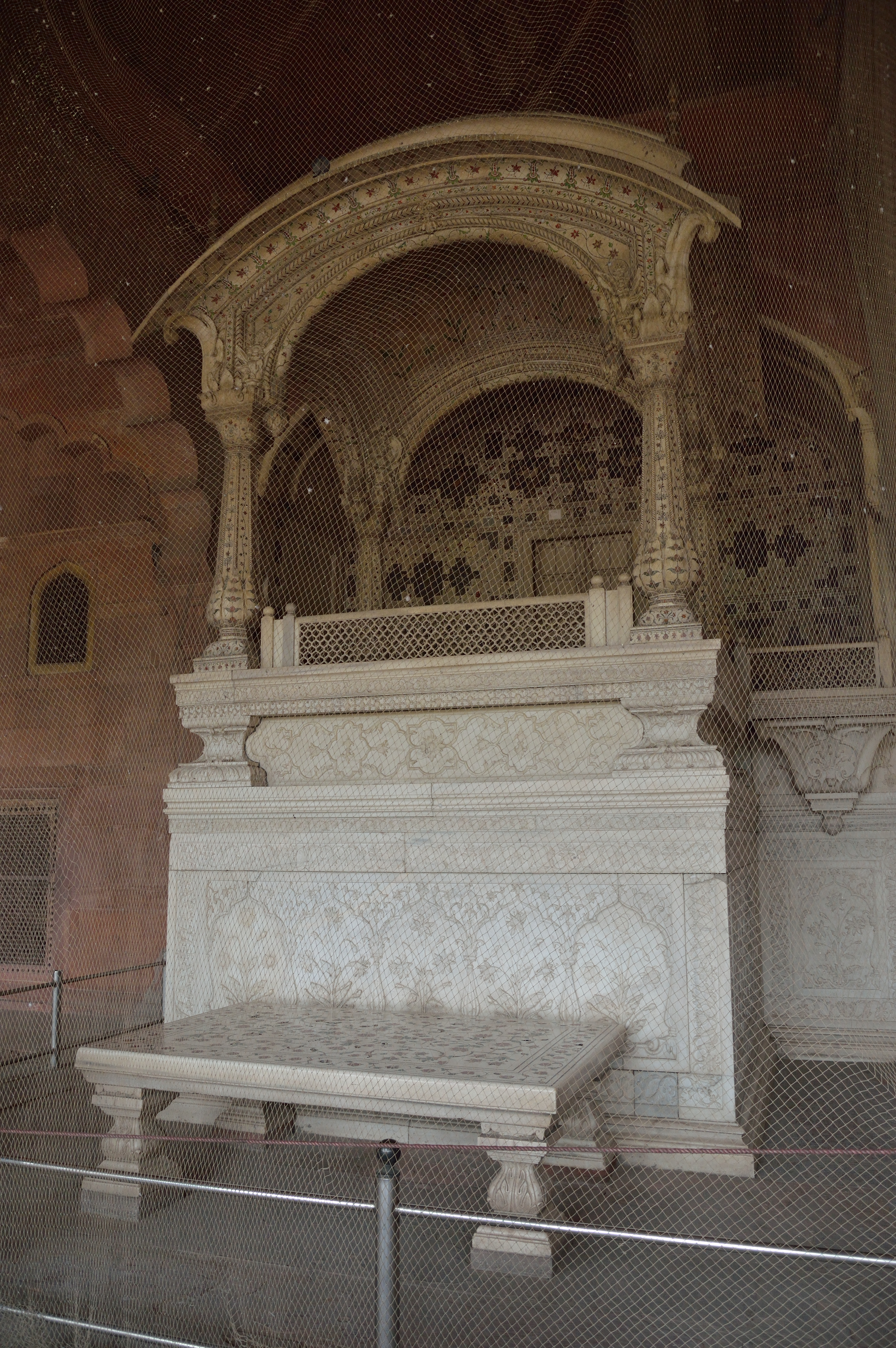
De troon van Shah Jahan (tegenwoordig met anti-vogelnet)
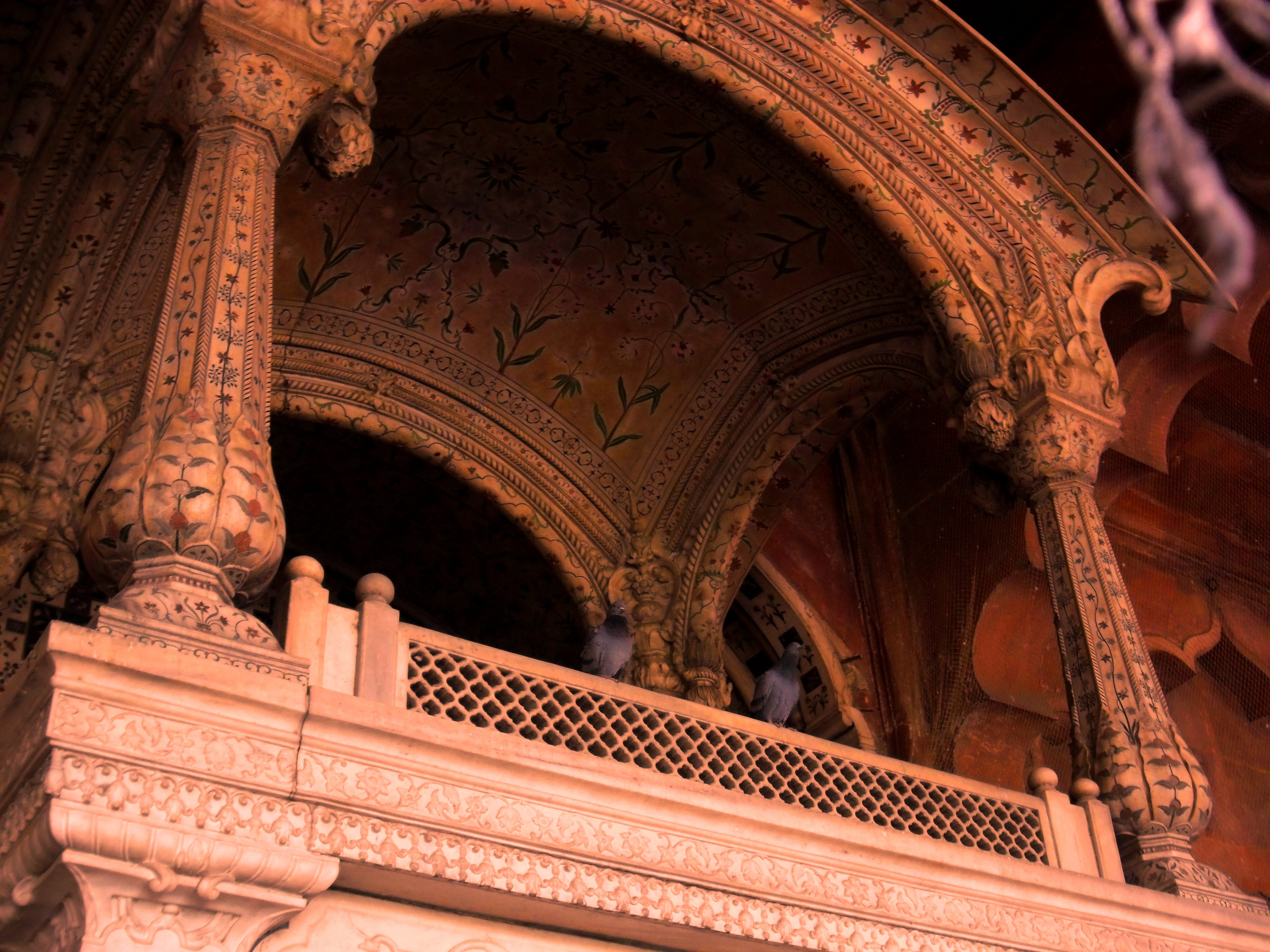
Deel van de troon.
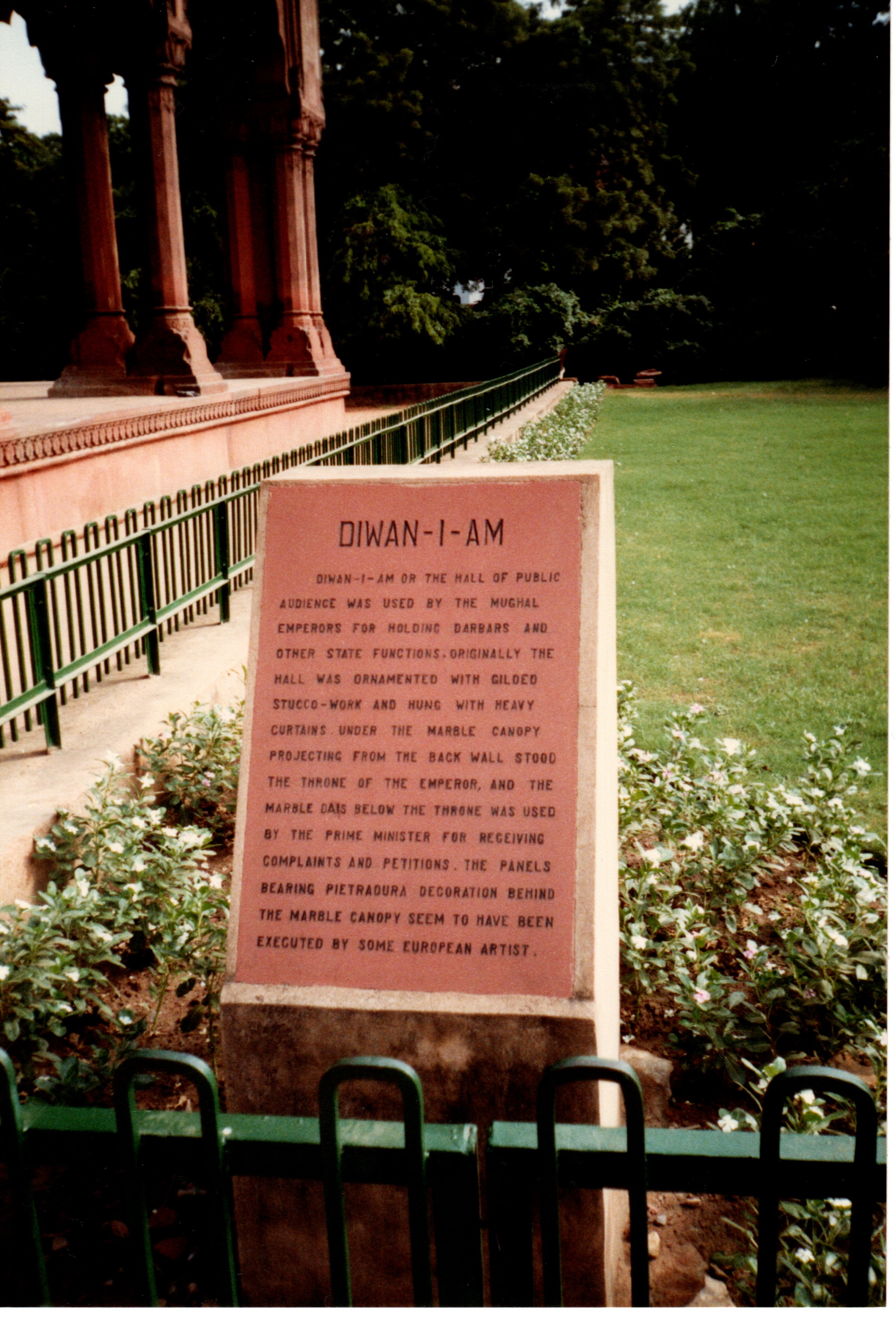
Diwan-i-Am informatiebord.